# Meister Lampe
Meister Lampe ist die Bezeichnung für einen Hasen, wie sie im altdeutschen Sprachgebrauch und in Fabeln bzw. Märchen verwendet wird.
Ursprünglich, so z. B. im Tierepos Reynke de vos, trugen die meisten Tiere in den Fabeln männliche Vornamen: Der Hase hieß Lamprecht, der Fuchs Reineke (norddeutsche Form von Reinhard), der Bär Petz (Koseform von Bernhard) usw. 
Die Verkürzung von Lamprecht zu „Lampe“ wurde vermutlich durch die Beobachtung befördert, dass sich das am Hinterteil befindliche helle Unterfell bei rennenden Feldhasen sichtbar in die Luft hebt. 

## Lampe des Hasen
In der Jägersprache wird der weiße Fleck an der Unterseite des Hasenschwanzes als Lampe bezeichnet. Beim Hoppeln auf der Flucht richten die Hasen ihren Schwanz auf, so dass der weiße Fleck für die Verfolger gut sichtbar ist.
Versuche ergaben, dass in Videospielen Versuchsteilnehmer größere Schwierigkeiten hatten, Hasen zu verfolgen, wenn der Fleck auffällig weiß statt fellfarben war. 
Das plötzliche Verschwinden des hellen Flecks beim Hakenschlagen sorgte für Irritationen, was dem hakenschlagenden Hasen im Videospiel einen kleinen Zeitgewinn verschaffte. Diese Versuchsergebnisse unterstützen die Annahme, dass das „plötzliche Verschwinden der auffälligen Lampe“ den Hasen auf seiner Flucht vor Verfolgern schützt.